# Evin Crowley
Pour les articles homonymes, voir Crowley.
Evin Crowley, née à Bangor en Irlande du Nord le 5 décembre 1945, est une actrice nord-irlandaise.

## Biographie
Evin Crowley commence sa carrière en tant qu'actrice amateur au Lyric Players Theatre à Belfast. Elle obtient ensuite le rôle de Maureen dans La Fille de Ryan de David Lean. Un autre rôle notable est, en 1975, celui de Biddy Hall dans la coproduction de la BBC et de l'Australian Broadcasting Corporation pour la série Ben Hall. Elle interprète également la servante Emily dans  la série télévisée Maîtres et Valets.
Elle enseigne aujourd'hui les mathématiques en tant que professeur particulier.

## Filmographie sélective
- 1970 : La Fille de Ryan de David Lean : Maureen Cassidy
- 1971-1972 : Maîtres et Valets : Emily (feuilleton télévisé)